# 黄域
黄域（1916年11月7日—2013年5月24日），原籍江苏苏州，出生于上海，中国电影导演、编剧、演员。他的演藝生涯始於1930年代的上海市。1937年，黄域参加明星电影公司的演员训练班。演员训练班结业后，曾在大同、国华、金星、华影等电影公司任演员、剧务及助理导演。先后参与主演了《重逢》、《春雷》、《奋斗》、《摩登女性》、《秦淮世家》等多部影片。1940年代前往英屬香港，出任长城制片公司的制片人。1953年至1981年间，他执导了《视察专员》、《大富人家》、《女子公寓》、《金色年华》、《卧虎村》、《映山红》等29部电影。1980年代初退休。